# Death of a Ladies' Man
Death of a Ladies' Man je páté studiové album kanadského hudebníka Leonarda Cohena, vydané v listopadu 1977 hudebním vydavatelstvím Warner Bros. Records. Jde o jediné Cohenovo album, které nevyšlo u vydavatelství Columbia Records (jeho reedici však později tato společnost vydala). Album bylo nahráno v Los Angeles a jeho producentem byl Phil Spector. Vedle Cohena samotného a mnoha dalších doprovodných hudebníků se na albu v, roli doprovodných zpěváků, podíleli také Bob Dylan a Allen Ginsberg.

## Seznam skladeb
Všechny písňové texty napsal Leonard Cohen, autorem veškeré hudby je Phil Spector.
| Pořadí | Název                           | Délka |
| ------ | ------------------------------- | ----- |
| 1.     | True Love Leaves No Traces      | 4:26  |
| 2.     | Iodine                          | 5:03  |
| 3.     | Paper Thin Hotel                | 5:42  |
| 4.     | Memories                        | 5:59  |
| 5.     | I Left a Woman Waiting          | 3:28  |
| 6.     | Don't Go Home with Your Hard-On | 5:36  |
| 7.     | Fingerprints                    | 2:58  |
| 8.     | Death of a Ladies' Man          | 9:19  |

## Obsazení
- Leonard Cohen – zpěv
- Phil Spector – kytara, klávesy, doprovodné vokály
- Art Blaine – kytara
- Hal Blaine – bicí
- Ronee Blakley – doprovodné vokály
- Bobby Bruce – housle
- Brenda Bryant – doprovodné vokály
- Conte Candoli – trubka
- Jesse Ed Davis – kytara
- Billy Diez – doprovodné vokály
- Steve Douglas – saxofon, flétna
- Oma Drake – doprovodné vokály
- Bob Dylan – doprovodné vokály
- Gene Estes – perkuse
- Venetta Fields – doprovodné vokály
- Gerald Garrett – doprovodné vokály
- Terry Gibbs – perkuse, vibrafon
- Allen Ginsberg – doprovodné vokály
- Barry Goldberg – klávesy
- Tom Hensley – klávesy
- David Isaac – kytara
- Pete Jolly – klávesy
- Jim Keltner – bicí
- Dan Kessel – varhany, syntezátory, klávesy, kytara, doprovodné vokály
- David Kessel – kytara, doprovodné vokály
- Clydie King – doprovodné vokály
- Sneaky Pete Kleinow – kytara, pedálová steel kytara
- Michael Lang – klávesy
- Charles Loper – pozoun
- Sherlie Matthews – doprovodné vokály
- Bill Mays – klávesy
- Don Menza – flétna, saxofon
- Jay Migliori – saxofon
- Art Munson – kytara
- Ray Neapolitan – kontrabas, baskytara
- Al Perkins – kytara, pedálová steel kytara
- Ray Pohlman – baskytara, kytara
- Emil Radocchia – perkuse
- Don Randi – klávesy
- Jack Redmond – pozoun
- Bob Robitaille – syntezátory
- Devra Robitaille – syntezátory
- Bill Thedford – doprovodné vokály
- Julia Tillman Waters – doprovodné vokály
- Oren Waters – doprovodné vokály
- Lorna Willard – doprovodné vokály
- Robert Zimmitti – perkuse